# Jette
Jette (franciául: ˈʒɛt, hollandul: ˈjɛtə) egyike a belgiumi Brüsszel fővárosi régiót alkotó 19 alapfokú közigazgatási egységnek, községnek. 2010-ben lakossága 46818 fő volt, területe 5,04 km², népsűrűsége 9289 fő/km².
A kerület elsősorban lakóövezet, főleg családi házak találhatók itt. A kerület északnyugati része kevésbé beépített, több zöldterület található itt, mint a központban. A Brüsszeli Szabadegyetem holland tannyelvű része, a Vrije Universiteit Brussel a kerületben helyezte el az orvostudományi tanszéket és az egyetemi kórházat, bár az egyetem többi épülete Ixelles-ben található.

## Földrajzi elhelyezkedése
Jette kerület a Brüsszeli Régió északnyugati részén található, szomszédai nyugat-délnyugaton Ganshoren, keleten Brüsszel, délkeleten Sint-Jans-Molenbeek/Molenbeek-Saint-Jean, míg délen egy kis területen Koekelberg. Északon a Flamand-Brabant tartományhoz tartozó Wemmel és Zellik települések határolják.

## Története

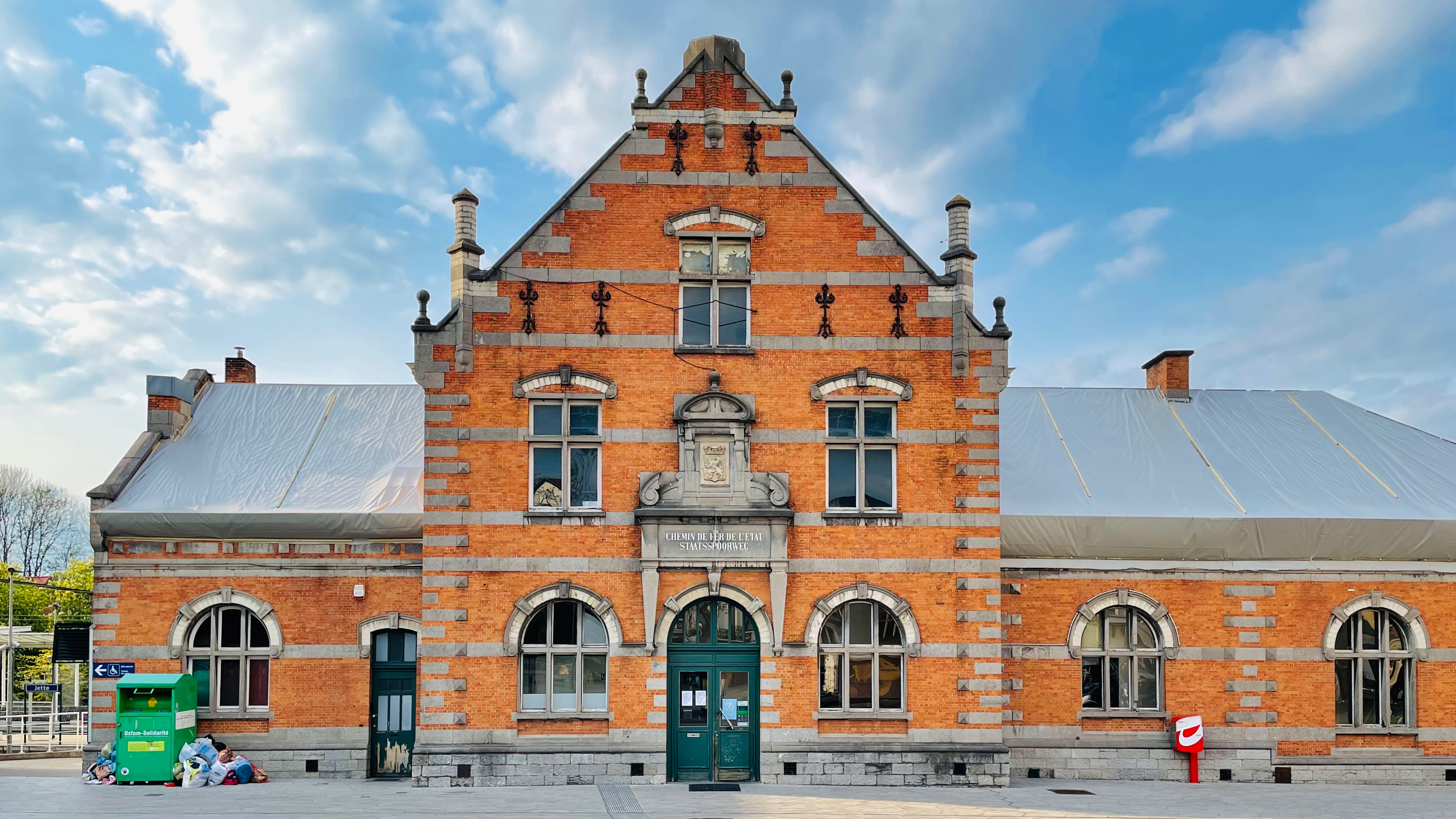
Jette - a vasútállomás épülete

Jette területén újkőkorszaki kőszerszámok maradványait, illetve gallo-román villa maradványait tárták fel. Az első templomot Szt. Péternek dedikálták.
A középkor során a térség a Brabanti Hercegség része volt, a herceg védnökségével alapította 1095-ben Cambrai püspöke a dieleghemi apátságot. 1140-ben az apátság a premontrei rendhez csatlakozott. A 13. századtól fogva az apátság a település területének felét közvetlenül birtokolta és a maradék gazdasági-szociális életében is nagy szerepet játszott.
Jette a 17. századig Merchtem település része volt, amikor a németalföldi kormányzók, Izabella infánsnő és Albert főherceg pénzügyminisztere megszerezte és felújíttatta a szomszédos Ganshorenben található Rivieren kastélyt. 1654-ben a miniszter fia bárói címet kapott, majd öt évvel később gróffá emelték, a grófi birtok pedig magában foglalta Jette-ét és a környező falvakat.
1794-ben a francia forradalmi hadsereg elfoglalta a környéket, Jette-ét önálló városnak nyilvánították, az apátságot viszont feloszlatták és a szerzeteseket 1796-ban elkergették. A következő évben az apátság legtöbb épületét megsemmisítették, csak az apát palotája maradt épen. 1841-ben Ganshoren, amely korábban Jette része volt, önállósodott. Ezt követően Jette lassanként elvesztette önálló arculatát és Brüsszel egyik külvárosává fejlődött. Népessége 1900-ban 10000 fő volt, 2010-re meghaladta a 46000 főt.

## Látnivalók

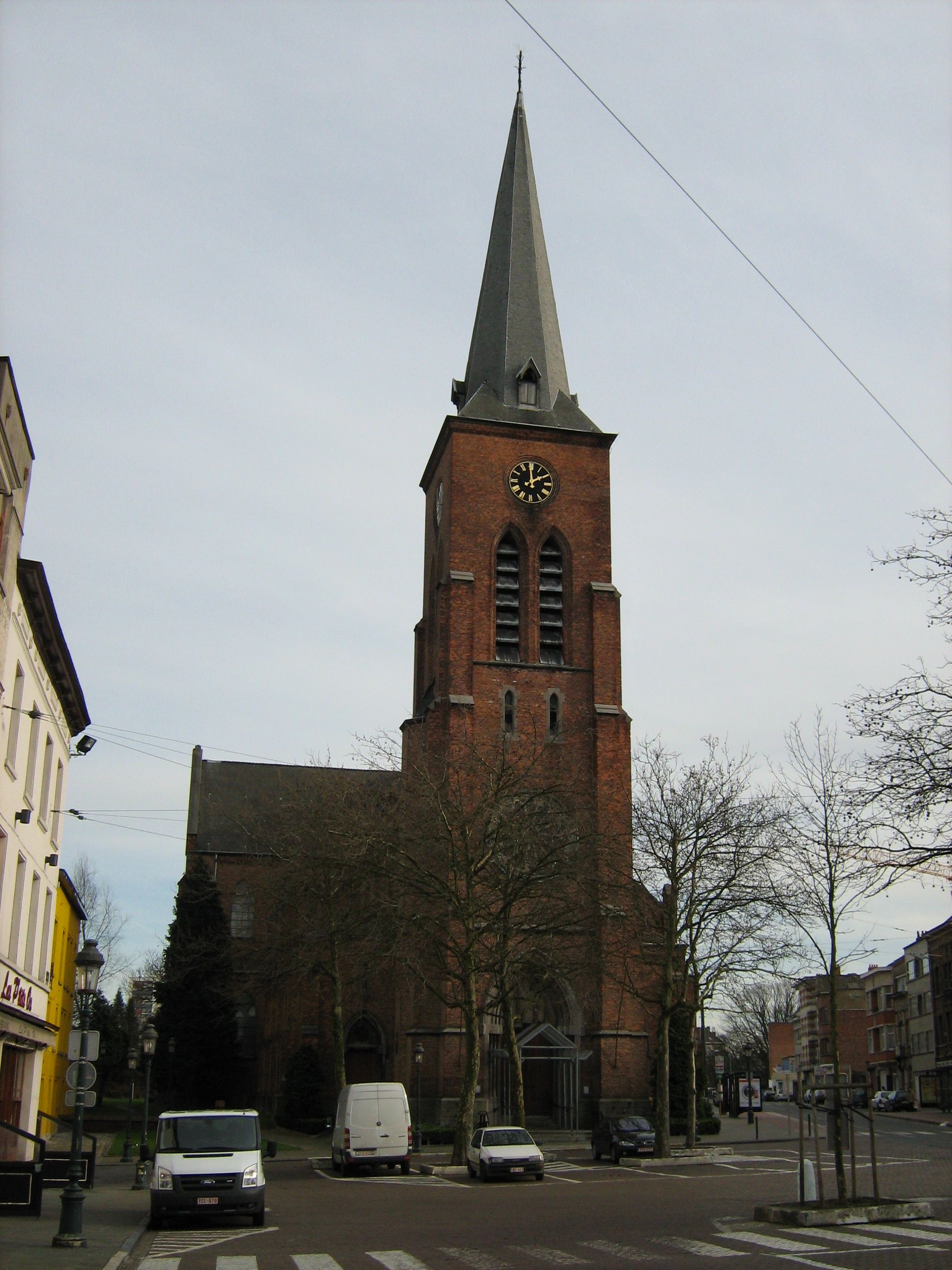
Szt. Péter templom

- A városháza épülete Jules Van Ysendyck remekműve, építését a 20. század első éveiben fejezték be.
- A dieleghemi apátság egyetlen megmaradt épületét, az apát palotáját történelmi múzeummá alakították át.
- A kerület régi sörözői és sörfőzői aránylag sokáig működtek, csakúgy, mint az itt található kovácsműhely, amely 1960-ig üzemelt.
- A René Magritte múzeumot abban a házban alakították ki, ahol a művész 24 évig élt és alkotott.
- A Szt. Péter-templom a Mercier bíboros téren található

### Maison du Peuple

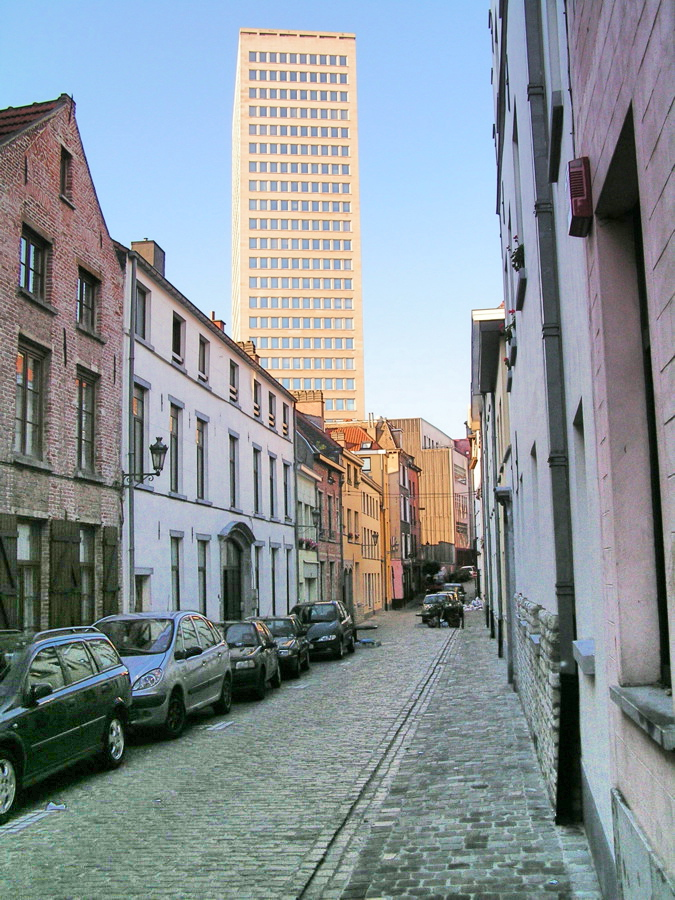
A Blaton torony áll ma a Maison du Peuple helyén.

A Maison du Peuple (francia) vagy Volkshuis (holland), jelentése "A nép háza", volt a híres belga építész, Victor Horta egyik legnagyszabásúbb alkotása, amelyet a Belga Munkáspárt felkérésére az Émile Vandervelde téren emeltek.
Horta a meglehetősen szabálytalan építési telek ellenére, amely egy kör alakú tér mellett, lejtős terepen volt, olyan épületet tudott tervezni, amely maximálisan kihasználta a rendelkezésre álló helyet. Az épületben helyet kaptak irodák, kávézók, üzletek, találkahelyek és egy táncterem. Az épületet úttörő módon jórészt öntöttvasból készült - több, mint 600 tonnát használtak fel. 15 munkás dolgozott 18 hónapig az épület vasszerkezetének elkészítésén, Horta több, mint 8500 m² tervrajzai alapján. Az 1899-ben átadott épületet sokan mesterművének tartották és mivel téglából, vasból és üvegből építette, a modern építészet egyik példája volt-
Azonban az épületet 1965-ben a jette-i önkormányzat, több mint 700 nemzetközi építész tiltakozása ellenére lebontotta. A tervek szerint egy új helyszínen felépítették volna, az épület darabjait ezért megszámozták és egy tervureni raktárba szállították. Az 1980-as években a jette-i önkormányzat nagyszabású vállalkozásba fogott: a "Parc Roi Baudouin" park magában foglalta volna a Laarbeek és Poelbosch erdőket és a parkban felépítettek volna egy pavilont Horta stílusában, a lebontott épület darabjainak felhasználásával. Ezért az épület egyes részeit visszavásárolták és a leendő park helyén, a szabad ég alatt tárolták. Miután kikerültek a raktárból, az öntöttvas darabok rohamosan rozsdásodni kezdtek, viszont a projekt pénzügyi nehézségekbe ütközött és késett a park kialakítása. A botrány akkor robbant ki, amikor egy csaló az épületmaradványok tulajdonosának adta ki magát és a vasszerkezet egy részét ócskavasként eladta.
1988-ban a Maison du people maradványait felajánlották Gent városának, Horta szülővárosának. 1991-re az épület részeit összeállították a Flanders Technology kiállítás részeként.
Azonban Gent városának sem volt elegendő pénze, hogy az épületet újjáépítése, ezért a maradványokat a "Fondation des Monuments et Sites" alapítványnak adták át, hogy Antwerpenben egy pavilon építéséhez felhasználják.
Antwerpen pályázatot írt ki a maradványok hasznosítására, amelyet a Palm sörfőzde nyert meg: a "Horta Grand Café" nevű épület Willy Verstraete építész munkája, aki többek között a flamand parlament épületét is tervezte. A Horta Café 2000-ben nyílt meg, és a Maison du Peuple maradványai ma a "Salle Art Nouveau" termet díszítik.
Horta épülete helyén 1966-ban egy jellegtelen toronyházat építettek.

## Híres emberek
A kerületben született vagy élt:
- René Magritte, szürrealista festő (1898–1967)
- Jean Roba, képregényíró, Boule et Bill megalkotója (1930–2006)
- François Narmon (szül. 1934), üzletember
- Thomas Chatelle, labdarúgó (szül. 1981)

## További képek

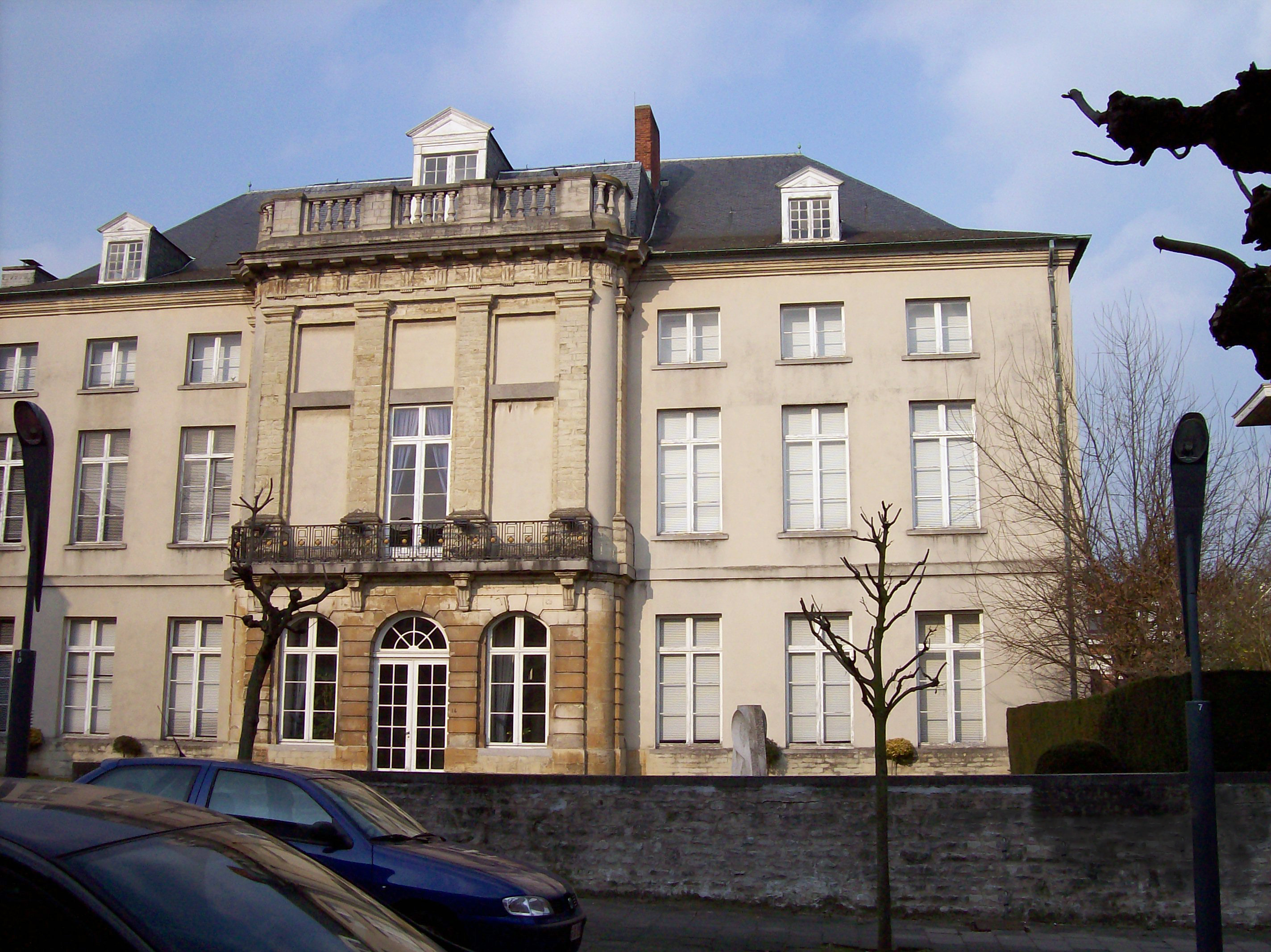
A dieleghemi apátság épülete
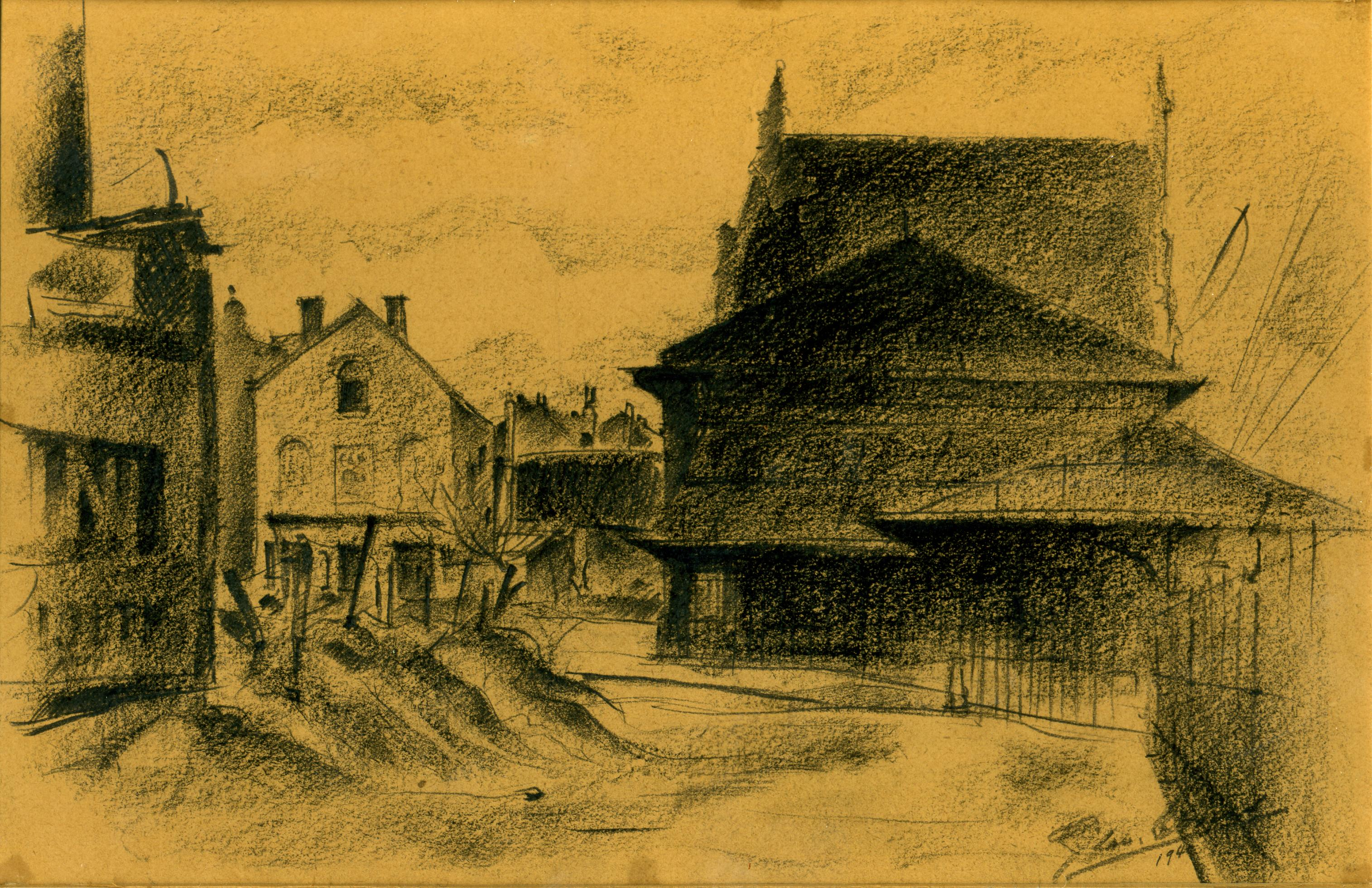
A régi jette-i vasútállomás
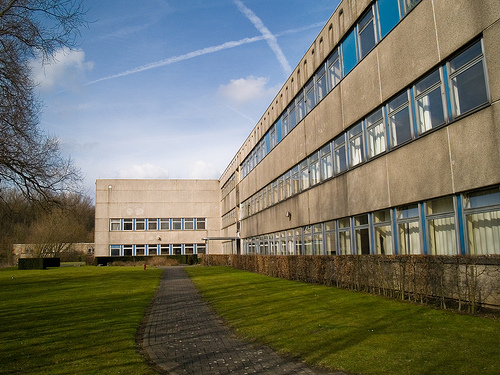
Az Erasmus középiskola épülete
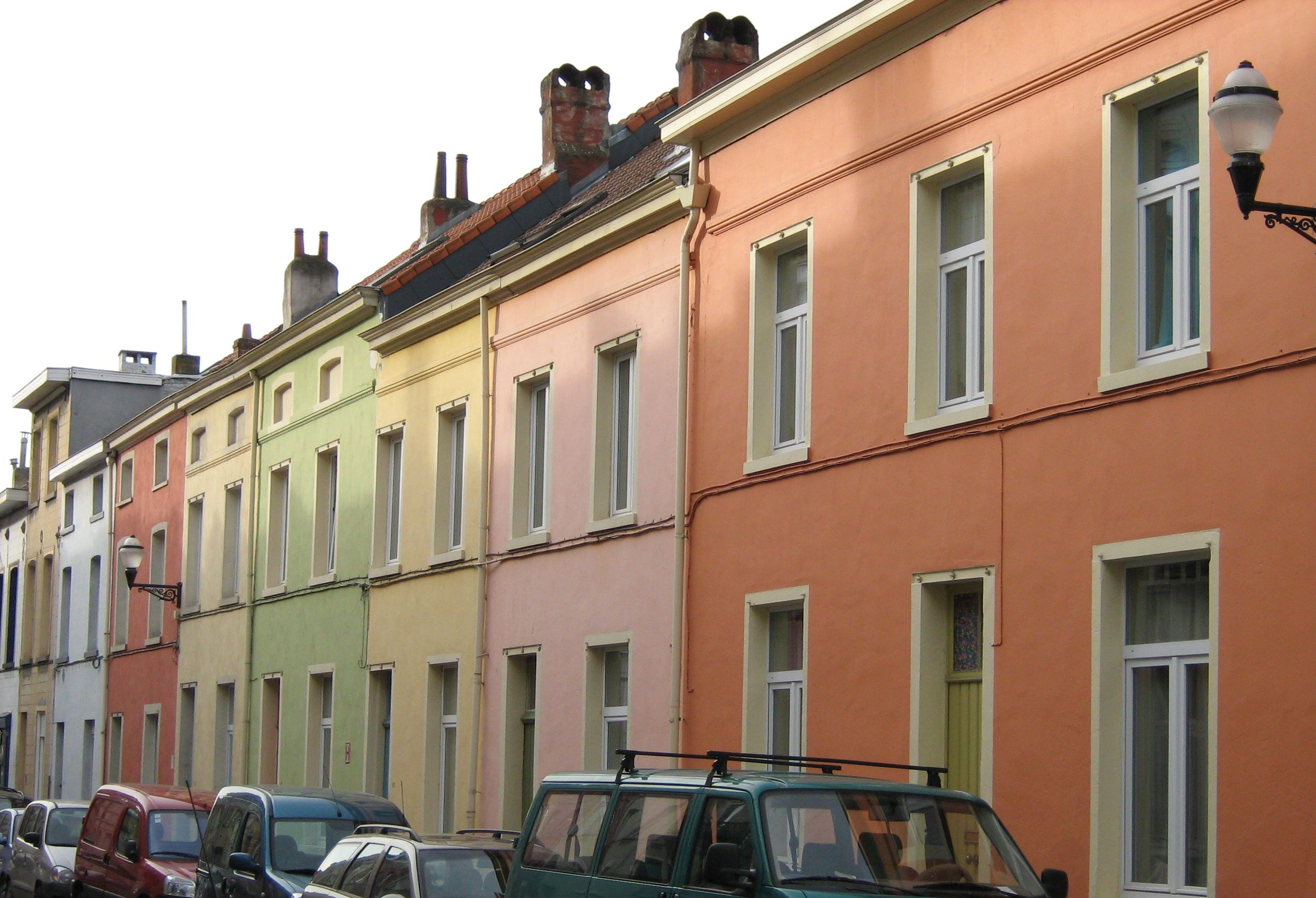
Színes házak az Adolph Vanderschriekstraat utcán
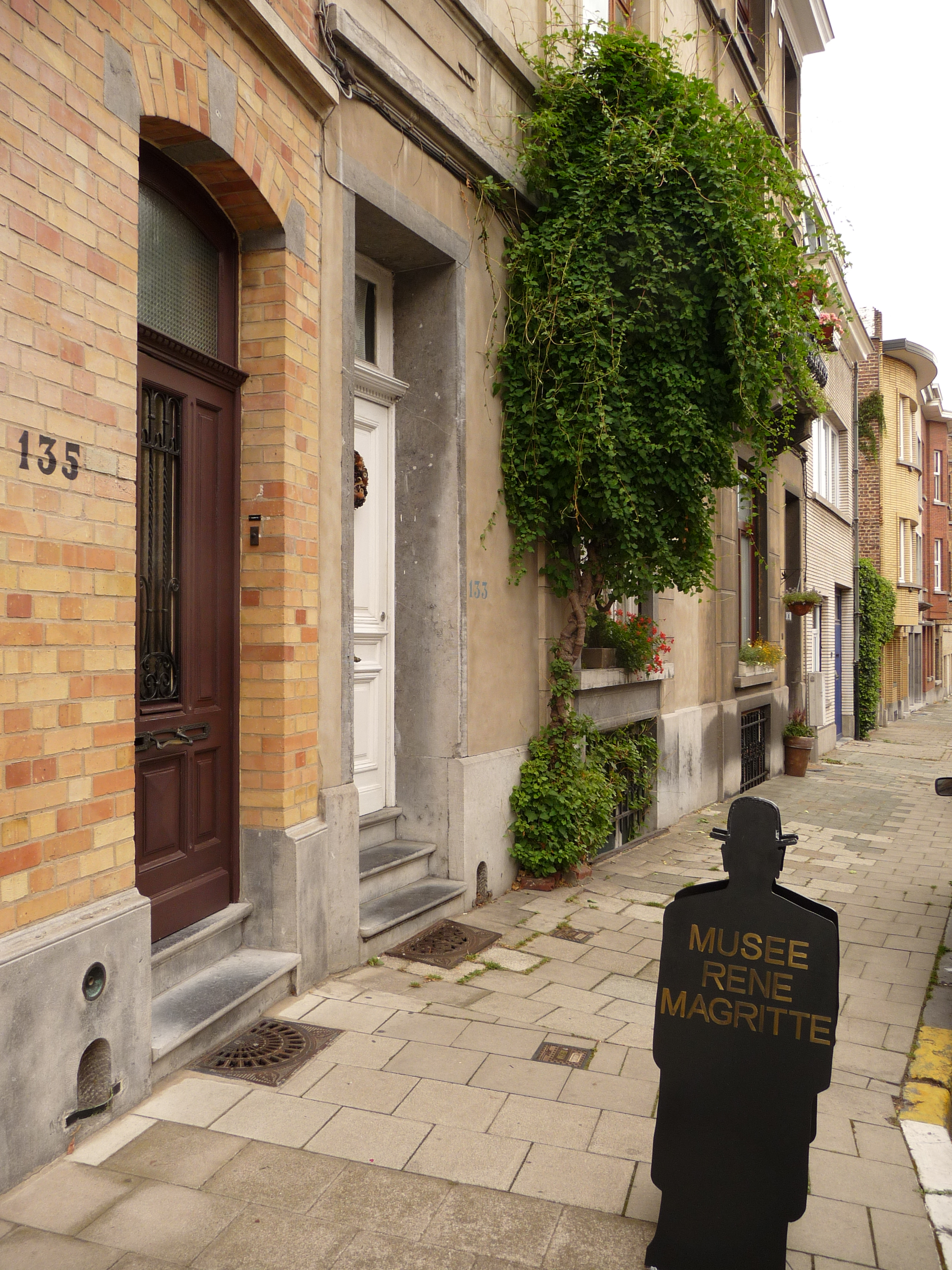
A René Magritte múzeum épülete
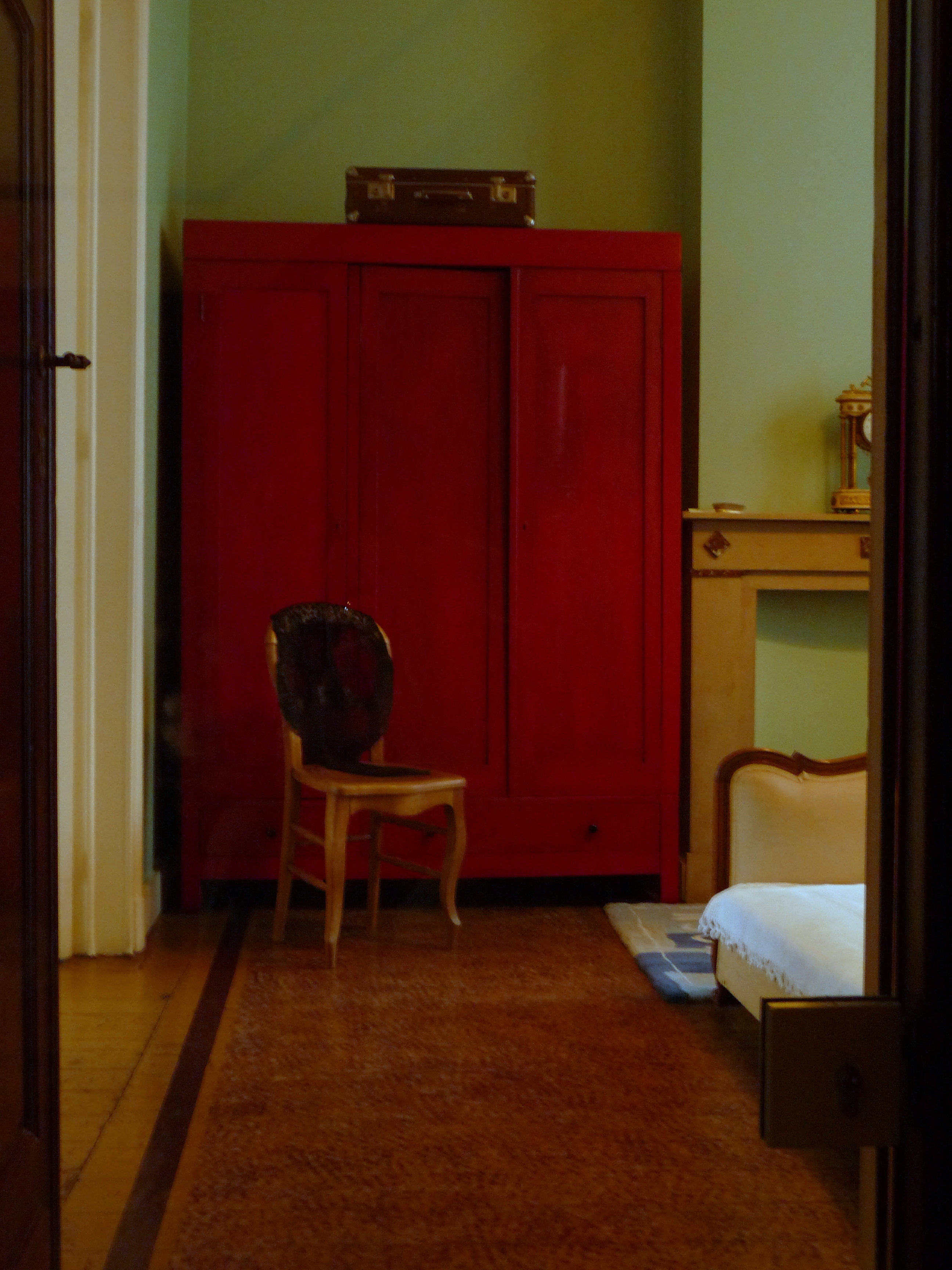
A Magritte-múzeum belülről